# 東根市立大富小学校
東根市立大富小学校（ひがしねしりつ おおとみしょうがっこう）は山形県東根市にある公立小学校。

## 学校教育目標
自己肯定感を高め 正しい判断力と感性で 主体的に行動できる子どもの育成

## 沿革
- 1874年（明治7年）2月 - 藤助新田学校が創立。
- 1875年（明治8年）4月 - 羽入学校と荷口学校が創立。
- 1882年（明治15年） - 羽入学校，荷口学校を併せて明徳学校となる。
- 1887年（明治20年） - 明徳学校，藤助新田学校を併せて「羽入尋常小学校」が開校、荷口尋常小学校が開校。
- 1891年（明治24年）2月 - 羽入、荷口尋常小学校を統合して大富尋常小学校が開校。
- 1894年（明治27年） - 新校舎落成移転（学校創立）
- 1896年（明治29年） - 大富尋常高等小学校に改称
- 1941年（昭和16年） - 大富村国民学校に改称
- 1947年（昭和22年） - 大富村立大富小学校に改称
- 1954年（昭和29年）8月 - 町村合併により東根町立大富小学校に改称
- 1958年（昭和33年）11月 - 市制施行により東根市立大富小学校に改称
- 1966年（昭和41年） - 水泳プ－ル完成
- 1982年（昭和57年）1月 - 防音校舎完成

## 学区
- 新道、大成、横町、宿、岡、小見、三ツ屋東、三ツ屋西、荷口東、荷口西、荷口南、荷口北、新田東、新田西、新田中、新田北、柏原一区、柏原二区、柏原三区[3]

## 卒業後
- 大富中学校へ進学する[3]。